# Когут Богдан Євгенович
Богдан Євгенович Когут (31 січня 1930, с. Терпилівка, нині Тернопільського району Тернопільської області — 11 червня 2015) — український громадсько-політичний діяч, член Юнацтва ОУН (1945), голова Тернопільської обласної спілки політв'язнів і репресованих. Лицар ордена «За заслуги» 3-го ступеня (2006).

## Життєпис
Народився Богдан Когут 24 лютого 1930 року в с. Терпилівка Новосільського району (нині Тернопільського району Тернопільської області, Україна) у селянській сім'ї.
Навчався за Польщі в українській приватній гімназії товариства «Рідна школа», за совітів — у середній школі № 1 (нині українська гімназія імені Івана Франка) у Тернополі.
1 листопада 1948 його заарештували органи МДБ; засуджений на 10 р. ВТТ; ув'язнений у м. Воркута (нині Республіка Комі, РФ). У 1954 році повернувся до Тернополя. Навчався у політехнічному інституті (нині ТНТУ), через сімейні обставини інститут залишив. Працював майстром-будівельником в облспоживспілці, від 1966 — постачальником на Тернопільському комбайновому заводі.
У 1994 році вступає до лав Конгресу Українських Націоналістів та обирається членом проводу обласної організації.
Співзасновник Тернопільської обласної спілки політв'язнів і репресованих (1990), від 2002 — її голова.
Помер Богдан Когут 11 червня 2015 року, похований на Микулинецькому цвинтарі Тернополя.

## Нагороди
- орден «За заслуги» III ступеня (26 червня 2006).

Відзнаки
- «До 60-річчя створення УПА»,
- «До 70-річчя створення УПА»,
- «До 50-річчя Норильського повстання»,
- «100-річчя від дня народження Степана Бандери»,
- «100-річчя від дня народження Романа Шухевича»,
- «50 років Кенгірського повстання».